# Blair (cane)
Blair fu un cane di razza collie che fu il primo cane attore della storia del cinema.

## Storia
Il cane apparteneva alla famiglia di Cecil Hepworth, produttore e regista del cinema muto britannico, il quale impiegò il cane di casa in alcuni dei suoi lavori cinematografici.
Il primo film in cui comparve fu Alice in Wonderland, del 1903, seguito nel 1905 da Rescued by Rover, film che ottenne un grande successo tanto da farlo diventare molto noto al pubblico e facendo diventare di moda nel Regno Unito chiamare così i cani. Lo stesso anno venne realizzato un seguito, Rover Takes a Call.
Nel 1908, Blair tornò a essere protagonista di un remake, The Dog Outwits the Kidnapper, dove nuovamente salva la sua padroncina ma questa volta riaccompagnandola a casa alla guida di un automobile.
Il cane morì nel 1910.

## Filmografia
- Alice in Wonderland, regia di Cecil M. Hepworth e Percy Stow - cortometraggio (1903)
- Rescued by Rover, regia di Cecil M. Hepworth e Lewin Fitzhamon - cortometraggio (1905)
- Rover Takes a Call, regia di Lewin Fitzhamon - cortometraggio (1905)
- The Dog Outwits the Kidnapper, regia di Lewin Fitzhamon - cortometraggio (1908)